# Saison 4 de Madam Secretary
Chronologie
Saison 3 Saison 5
Cet article présente le guide des épisodes de la quatrième saison série télévisée américaine Madam Secretary.

## Généralités
- Aux États-Unis, la saison a été diffusée du 8 octobre 2017 au 20 mai 2018 sur le réseau CBS.
- Au Canada, la saison a été diffusée en simultané, puis au printemps le vendredi suivant, sur le réseau Global.
- En Suisse, la saison a partiellement été diffusée sur la chaîne RTS Un du 14 avril 2018 au 9 juin 2018. La diffusion reprend le 27 avril 2019 à partir de l'épisode 19.

## Distribution

### Acteurs principaux
- Téa Leoni (VF : Stéphanie Lafforgue) : Elizabeth Faulkner McCord
- Tim Daly (VF : Bruno Choël) : Henry McCord, mari d'Elizabeth
- Bebe Neuwirth (VF : Véronique Augereau) : Nadine Tolliver (épisodes 1 à 3)
- Sara Ramirez (VF : Edwige Lemoine) : Kat Sandoval[1] (dès l'épisode 7)
- Željko Ivanek (VF : Hervé Bellon) : Russell Jackson
- Keith Carradine (VF : Edgar Givry) : le président Conrad Dalton
- Sebastian Arcelus (VF : Stéphane Ronchewski) : Jay Whitman
- Patina Miller (VF : Ingrid Donnadieu) : Daisy Grant
- Geoffrey Arend (VF : Philippe Bozo) : Matt Mahoney
- Erich Bergen (en) (VF : Pascal Nowak) : Blake Moran, assistant personnel d'Elizabeth
- Kathrine Herzer (VF : Emmylou Homs) : Alison McCord, fille cadette d'Elizabeth et d'Henry
- Wallis Currie-Wood (VF : Marie Tirmont) : Stephanie « Stevie » McCord, fille aînée d'Elizabeth et d'Henry
- Evan Roe (VF : Tom Trouffier) : Jason McCord, fils d'Elizabeth et d'Henry

## Épisodes

### Épisode 1:Guerre médiatique
- États-Unis /  Canada : 9 octobre 2017 sur CBS / Global[2]
- Suisse : 14 avril 2018 sur RTS Un

- États-Unis : 7,21 millions de téléspectateurs[3] (première diffusion)

### Épisode 2:Course contre la montre
- États-Unis /  Canada : 15 octobre 2017 sur CBS / Global
- Suisse : 14 avril 2018 sur RTS Un

- États-Unis : 6,36 millions de téléspectateurs[4] (première diffusion)

### Épisode 3:Décisions cruciales
- États-Unis /  Canada : 22 octobre 2017 sur CBS / Global
- Suisse : 21 avril 2018 sur RTS Un

- États-Unis : 6,43 millions de téléspectateurs[5] (première diffusion)

### Épisode 4:Le Gel des activités
- États-Unis /  Canada : 29 octobre 2017 sur CBS / Global
- Suisse : 21 avril 2018 sur RTS Un

- États-Unis : 5,83 millions de téléspectateurs[6] (première diffusion)
- Canada : 999 000 téléspectateurs[7] (première diffusion + différé 7 jours)

### Épisode 5:Persona Non Grata
- États-Unis /  Canada : 5 novembre 2017 sur CBS / Global
- Suisse : 28 avril 2018 sur RTS Un

- États-Unis : 5,92 millions de téléspectateurs[8] (première diffusion)
- Canada : 895 000 téléspectateurs[9] (première diffusion + différé 7 jours)

### Épisode 6:La Faille
- États-Unis /  Canada : 12 novembre 2017 sur CBS / Global
- Suisse : 28 avril 2018 sur RTS Un

- États-Unis : 6,63 millions de téléspectateurs[10] (première diffusion)
- Canada : 965 000 téléspectateurs[11] (première diffusion + différé 7 jours)

### Épisode 7:Menace de pandémie
- États-Unis /  Canada : 19 novembre 2017 sur CBS / Global
- Suisse : 5 mai 2018 sur RTS Un

- États-Unis : 5,86 millions de téléspectateurs[12] (première diffusion)

### Épisode 8:Le Quatrième Pouvoir
- États-Unis /  Canada : 26 novembre 2017 sur CBS / Global
- Suisse : 5 mai 2018 sur RTS Un

- États-Unis : 5,82 millions de téléspectateurs[13] (première diffusion)
- Canada : 829 000 téléspectateurs[14] (première diffusion + différé 7 jours)

### Épisode 9:Champs de mines
- États-Unis /  Canada : 10 décembre 2017 sur CBS / Global
- Suisse : 12 mai 2018 sur RTS Un

- États-Unis : 6,45 millions de téléspectateurs[15] (première diffusion)

### Épisode 10:Les femmes transforment le monde
- États-Unis /  Canada : 17 décembre 2017 sur CBS / Global
- Suisse : 12 mai 2018 sur RTS Un

- États-Unis : 5,53 millions de téléspectateurs[16] (première diffusion)

### Épisode 11:Mitya
- États-Unis /  Canada : 7 janvier 2018 sur CBS / Global
- Suisse : 19 mai 2018 sur RTS Un

- États-Unis : 6,11 millions de téléspectateurs[17] (première diffusion)
- Canada : 1,02 million de téléspectateurs[18] (première diffusion + différé 7 jours)

### Épisode 12:Le Bruit et la fureur
- États-Unis /  Canada : 14 janvier 2018 sur CBS / Global
- Suisse : 19 mai 2018 sur RTS Un

- États-Unis : 7,25 millions de téléspectateurs[19] (première diffusion)
- Canada : 1,096 million de téléspectateurs[20] (première diffusion + différé 7 jours)

### Épisode 13:Le Conseiller en métaphysique
- États-Unis /  Canada : 11 mars 2018 sur CBS / Global
- Suisse : 26 mai 2018 sur RTS Un

- États-Unis : 6,28 millions de téléspectateurs[21] (première diffusion)

### Épisode 14:Refuge
- États-Unis /  Canada : 18 mars 2018 sur CBS / Global
- Suisse : 26 mai 2018 sur RTS Un

- États-Unis : 5,72 millions de téléspectateurs[22] (première diffusion)

### Épisode 15:Les Sans-nom
- États-Unis /  Canada : 25 mars 2018 sur CBS / Global
- Suisse : 2 juin 2018 sur RTS Un

- États-Unis : 6,14 millions de téléspectateurs[23] (première diffusion)

### Épisode 16:Vingt ans après
- États-Unis /  Canada : 1er avril 2018 sur CBS / Global
- Suisse : 2 juin 2018 sur RTS Un

- États-Unis : 5,75 millions de téléspectateurs[24] (première diffusion)

### Épisode 17:Pour la paix
- États-Unis /  Canada : 8 avril 2018 sur CBS / Global
- Suisse : 9 juin 2018 sur RTS Un

- États-Unis : 6,19 millions de téléspectateurs[25] (première diffusion)

### Épisode 18:Le Coup monté
- États-Unis /  Canada : 22 avril 2018 sur CBS / Global
- Suisse : 9 juin 2018 sur RTS Un

- États-Unis : 6,06 millions de téléspectateurs[26] (première diffusion)

### Épisode 19:Une place sur la banquise
- États-Unis /  Canada : 29 avril 2018 sur CBS / Global
- Suisse : 27 avril 2019 sur RTS Un

- États-Unis : 6,07 millions de téléspectateurs[27] (première diffusion)

### Épisode 20:Les mots pour le dire
- États-Unis /  Canada : 6 mai 2018 sur CBS / Global
- Suisse : 27 avril 2019 sur RTS Un

- États-Unis : 5,91 millions de téléspectateurs[28] (première diffusion)

### Épisode 21:Protocole
- États-Unis /  Canada : 13 mai 2018 sur CBS / Global
- Suisse : 4 mai 2019 sur RTS Un

- États-Unis : 5,90 millions de téléspectateurs[29] (première diffusion)

### Épisode 22:Veille de nuit
- États-Unis /  Canada : 20 mai 2018 sur CBS / Global
- Suisse : 4 mai 2019 sur RTS Un

- États-Unis : 6,22 millions de téléspectateurs[30] (première diffusion)
- Canada : 868 000 téléspectateurs[31] (première diffusion + différé 7 jours)